# Estadio Fiscal Manuel Moya Medel
El Estadio Fiscal Manuel Moya Medel se ubica en la ciudad de Cauquenes, Región del Maule, Chile. En él se disputan los partidos de local del club Independiente de Cauquenes luego de recibir algunos arreglos menores para su retorno al fútbol profesional en 2016. El estadio es, a menudo, apodado "el Maracaná del Maule". Cuenta con una capacidad para 4.000 espectadores.

## Cancha N°2
En 2014 se inauguró la nueva cancha N°2 del Estadio Fiscal Manuel Moya Medel. Esta obra consideró, además de una cancha con medidas reglamentarias de fútbol, el cierre perimetral en malla tipo hazmat, tribunas techadas en el sector poniente y un nuevo sector de bancas para las reservas de los equipos que ocupen el recinto.
El recinto fue utilizado por Independiente de Cauquenes durante su participación en el campeonato de Tercera División A, alternando la localía en algunas ocasiones con el Estadio Municipal Miguel Alarcón Osores del Barrio Estación de Cauquenes. Finalmente, en 2015 el conjunto cauquenino celebró su retorno al profesionalismo en este recinto ante más de 3000 personas llenando las instalaciones.

## Remodelación e inhabilitación temporal
En 2020 la Municipalidad de Cauquenes presentó un proyecto de remodelación para obtener fondos del gobierno central, con el fin de reparar los daños que sufrió el recinto como consecuencia del terremoto de 2010. La comunidad había esperado 10 años dichas obras. Finalmente, el recinto remodelado fue entregado en una pequeña ceremonia a puertas cerradas, a mediados de 2021, con participación del presidente Sebastián Piñera; el ministro del interior, Rodrigo Delgado, intendente del Maule, Juan Eduardo Prieto; el consejero regional, Juan Andrés Muñoz y el alcalde de Cauquenes, Juan Carlos Muñoz; entre otras autoridades. Sin embargo, a pesar de la reinauguración, durante ese mismo año, la ANFP decidió inhabilitar el estadio como sede de eventos oficiales, debido a algunas fallas estructurales que se descubrieron luego de su remodelación. 
Actualmente, la cancha principal se encuentra habilitada parcialmente para realizar diversas actividades deportivas entre ellas la programación 3 partidos del torneo de Primera B 2023 como recinto de emergencia para un club profesional de la región del Maule.

## Uso del estadio por Rangers de Talca
En agosto de 2023, y debido a las inundaciones que afectaron al Estadio Fiscal de Talca, el club Rangers de Talca anunció que jugaría los partidos restantes del torneo de Primera B en el Estadio Manuel Moya, mientras esperaban por los trabajos de reparación de su recinto habitual.